# David Bell (Basketballspieler)
David Bell (* 20. Juni 1981 in Oakland, Kalifornien) ist ein ehemaliger US-amerikanischer Basketballspieler. Im Laufe seiner Karriere spielte er unter anderem mehrere Jahre für den Bundesligisten Phoenix Hagen.

## Karriere
Während seines Studiums an der University of Montana in Missoula spielte Bell für die Hochschulmannschaft Grizzlies in der ersten Division der NCAA. Zwei Spielzeiten lang gehörte er zu den fünf besten Spielern der Big Sky Conference, führte die Grizzlies als Topscorer an und stellte an der University of Montana die Bestmarke für die meisten erfolgreichen Dreipunktwürfe in einer Saison auf. Danach verließ er die Hochschule und kehrte in seine Heimatstadt zurück. Ein Jahr später begann er, Basketball professionell zu spielen und unterschrieb einen Vertrag im schweizerischen Lausanne. Mit 20 Punkten im Schnitt und einer Treffsicherheit von 44 Prozent von hinter der Dreipunktelinie bestätigte er seine Stärken, die er auch in seinen Spielzeiten im US-Hochschulsport gezeigt hatte. Nach einem Engagement in Neuchâtel wechselte er im Januar 2006 in die finnische Korisliiga zu Kouvot aus Kouvola, bevor er im Sommer 2006 zunächst in seine Heimat zurückkehrte und in der Continental Basketball Association für die damals neugegründeten und mittlerweile wieder eingestellten Daredevils aus Butte spielte. Im darauffolgenden Sommer spielte er in der Sommerliga USBL.
Im Januar 2008 ging er ein erneutes Engagement in Europa ein, diesmal nicht in der französischsprachigen Schweiz, sondern in Frankreich selbst. Nach neun Spielen für den damals in der zweiten französischen Liga LNB Pro B spielenden Klub aus Reims kehrte er noch im März 2008 in die Vereinigten Staaten zurück und spielte fortan für die Dakota Wizards in der NBA Development League. Im September 2010 vermeldete der deutsche Erstligist Phoenix Hagen die Verpflichtung von Bell für die beginnende Spielzeit. Zur Saison 2011/12 wechselte Bell in die Niederlande zu den GasTerra Flames aus Groningen in der FEB. Nach einem Jahr in den Niederlanden wechselte Bell nach Deutschland zurück und schloss sich zur Saison 2012/13 erneut Phoenix Hagen an. Als Anerkennung für seine Leistungen im Hagener Trikot wurde er als Ehrenkapitän ausgezeichnet. Er bestritt insgesamt 175 Bundesliga-Spiele für Phoenix, seinen höchsten Punkteschnitt in seiner Hagener Zeit erzielte er während des Spieljahres 2014/15 mit 17,7. Er spielte fünfeinhalb Jahre für die Mannschaft und damit länger als jeder andere Ausländer in der Hagener Bundesliga-Geschichte vor ihm.
Im Dezember 2016 wechselte er nach der Insolvenz von Phoenix Hagen zum italienischen Erstligisten Dinamo Sassari, in der Saison 2017/18 verstärkte er den Zweitligaverein Andrea Costa Imola und erzielte im Schnitt 15,9 Punkte für die Mannschaft.
Ende Juni 2018 unterschrieb Bell einen Vertrag beim Bundesligisten Gießen 46ers, wo sein langjähriger Hagener Trainer Ingo Freyer arbeitete. Wegen eines Risses des Brustmuskels musste er sich im August 2018 einer Operation unterziehen.
Im Sommer 2019 wechselte Bell zu Brüssel Basket nach Belgien. Er kam dort im Spieljahr 2019/20 auf 16 Einsätze in der Liga (10,4 Punkte/Spiel).

## Sonstiges
Mit Daren Engellant, damals noch bei Brandt Hagen, und Jordan Hasquet spielten zwei weitere ehemalige Spieler der Montana Grizzlies Erstliga-Basketball in Hagen. Obwohl der vier Jahre jüngere Hasquet ebenfalls bei Vereinen in Finnland und der Schweiz unter Vertrag stand, spielten Bell und Hasquet nie zusammen in einer Mannschaft.